# 巴斯光年
巴斯光年（英語：Buzz Lightyear）是《玩具总动员》中的角色，在1995年5月26日首次呈现给观众，在《玩具总动员》续集中仍是主角之一。他也出现在电影《巴斯光年的星际使命：冒险的开始》以及电视剧系列《巴斯光年的星际使命》。他的口头禅是“飛向宇宙，浩瀚無垠！（To Infinity... and Beyond）”。在电影中由提姆·艾倫（Tim Allen）配音，在电视剧系列中则由Patrick Warburton 配音，《玩具总动员》的電子游戏中是Clayton Kirk配音，而台灣版和香港版的配音則分別為吳大維和劉青雲（第一輯《玩具總動員》與電視動畫粵語配音為周志輝）。
在电影中，巴斯光年这个角色設定僅是一個改編自電影的太空人玩具；而电视系列中则真实呈现了这个玩具的原設定角色──一个真实的太空人。他的名字的创意来自阿波罗11號太空人巴兹·奥尔德林。

## 历史
巴斯光年的首次登场是作为一个送给主人安迪的生日礼物，但那时巴斯并没有意识到他只是一个小玩具。他认为他就是真实的巴斯光年，他认为身上的所有装备都是能正常使用的，但实际上他的通讯器不过是一张贴纸，他的雷射枪不过是一个LED燈。这些错误的观念引起了巴斯和警長胡迪（安迪的前度摯愛）之间的摩擦。主人安迪的其他玩具则因巴斯光年的样貌和合作的态度而日益仰慕，这更令胡迪妒忌并意图使巴斯光年从书桌堕下。但巴斯意外的堕到窗外，之后巴斯光年凭着他还是一个宇宙巡逻员的信念度过了难关并多次挽救了胡迪。他使用隐形和敏捷的身手成功度过了胡迪设下的所有挑战并最终认识到了事实的真相。最后巴斯和胡迪一起并度过了一些难关，巴斯為了躲避阿薛家的狗免於傷害，躲進了一間房間，正巧房間的電視正在播放「艾爾玩具倉庫」（也就是第2集的主場景之一）拍攝的巴斯光年玩具熱賣廣告，廣告片中強調"他不是飛行玩具"後，巴斯在一絕望之時打開手臂上的通話上蓋，看見「MADE IN TAIWAN」（台灣製造）字樣，首次意识到他不过是一个玩具并且开始接受现实。他与胡迪组成团队去打败玩具破坏王阿薛，最后他们与安迪及所有的玩具团聚。
在《玩具总动员2》中，胡迪被玩具收藏家艾爾偷去，巴斯因此领導弹簧狗、番薯头先生、抱抱龍和猪仔钱罐火腿开始拯救胡迪的任务。在重拾信心后，巴斯成功跟踪到胡迪的下落并知道了幕后黑手。他们一步步到达公路、电梯、汽车、机场。电影中有提到巴斯在AI的玩具城中调查的时候遇到了跟他一样曾经认为自己就是真实的巴斯光年的一个巴斯光年玩具（这个巴斯2号把索克天王当成了自己的父亲！）。（根据一个《玩具总动员3》的泄漏剧本的解释，这批巴斯光年玩具都是有缺陷的并被召回到台湾，这可以解释胡迪即使有自己的一系列故事但直到《玩具总动员2》才知道自己的身世。）在电影的末尾巴斯光年和翠丝成了一对（如同胡迪和寶貝（牧羊女）那样的关系）。电影结束的时候，胡迪、巴斯和他们各自的女朋友观看企鵝吱吱演唱《You've Got A Friend In Me》（也就是本系列電影的主題曲）。
在2010年上映的《玩具總動員3》中，玩具們的小主人安迪轉眼間已經長大，並即將離家展開大學生涯。媽媽誤以為安迪不再要他的玩具，誤將它們丟棄；玩具們輾轉間被送往托兒所。巴斯和玩具們原本還高興可以躲過進入垃圾堆的命運，繼續為小朋友們服務，但沒想到托兒所的低齡兒童其實是玩具虐待狂。後來，巴斯獨自潛入托兒所其他玩具的秘密基地調查，發現帶領托兒所的玩具組織原來居心不良，正要離去之際卻被逮著，更被重設到原來的設定而喪失記憶……變回第一集一開始的“太空瘋子”，後來又因為搶修中的錯誤，被設定為“西班牙文模式”，好在在垃圾場中的碰撞，讓他變回正常巴斯。
2020年，迪士尼宣布將製作一部全新《巴斯光年》電影，描述的是巴斯光年原型太空人的起源故事。定於2022年6月17日在美國上映。

## 臺灣製造
雖然這一段劇情編劇沒有採用，IMDb中提到第三集原本設定巴斯光年故障了，計畫送回原產地「臺灣」維修，然後由其他玩具們來拯救他。博伟電影公司公關童海蓓表示，「當時臺灣是一個玩具出口王國，所以在第一集時就設定巴斯光年是Made in Taiwan的。」

## 劇中劇角色設定
巴斯是一名來自總部位於Gamma象限的銀河聯盟的太空騎警。他是聯盟的光年部隊的隊長並且以勇敢聞名。巴斯堅信按紀律辦事是他的生存之道。儘管他是一個偉大的領導者，但是有時候他毫不講情，這是他這個角色的大錯誤之一。據說巴斯光年（在《玩具總動員2》中）是反派札克天王的兒子，但在巴斯光年的星際使命中被揭示出這都是為了令巴斯光年解除武裝的藉口而已（同時也為惡搞星際大戰中的著名台詞）；從另一方面說，就是巴斯光年並不知道生父究竟是誰。巴斯受過多種軍事訓練，並且是一個近身肉搏的高手。巴斯的身體條件處於巔峰狀態，是一個極出色的太空巡邏員並且是很多人的榜樣。
在2007年10月，Empire的讀者投票中巴斯光年是“20大Pixar角色”的榜首。
另一部動畫電影汽車總動員中的車胎大多數的牌子都是「lightyear」。
而在汽車總動員片尾也重新以「玩具車總動員」登場。（演職員表時旁邊的銀幕）